# Johann Benda (Designer)
Johann Benda (* 10. August 1919 in Wien; † 5. August 2012 ebenda) war ein österreichischer Schienenfahrzeug-Designer beim Hersteller Simmering-Graz-Pauker (SGP) in Wien. Seine bekanntesten Arbeiten waren die Gestaltung der Triebwagenzüge der Reihen 4010 und 4020 der Österreichischen Bundesbahnen (ÖBB) sowie des Silberpfeils der Wiener U-Bahn.

## Leben
Johann Benda wurde 1919 in Wien geboren und ist auch dort aufgewachsen. Er machte nach fünf Jahren Realgymnasium eine Lehre als Kunsttischler (laut eigener Aussage hat er diese eher zufällig begonnen), noch bevor er als Soldat im Zweiten Weltkrieg eingezogen wurde.
Ab Ende der 1950er Jahre arbeitete er bei Simmering-Graz-Pauker in Wien – zunächst als technischer Zeichner (ohne formelle Ausbildung, durch die bloße Behauptung es zu sein, erhielt er die Stelle) und dann zunehmend als Schienenfahrzeugdesigner – bis zu seiner Pensionierung.
Sein ganzes Leben wohnte und wirkte Benda in Wien (mit einem Zweitwohnsitz in Vorarlberg). Von 1957 bis 1992 wirkte Benda im Wiener Musikverein auch als aktives Mitglied des Wiener Singvereins. Er verstarb im August 2012 im Alter von 92 Jahren. Er wurde am Wiener Zentralfriedhof bestattet.

## Designarbeiten
Johann Benda war federführend bei folgenden Designs von Schienenfahrzeugen in äußerer Gestaltung und im Innenbereich:
- für den SGP-Kunden ÖBB
  - die Diesellokomotiven der Reihe 2045 (mit zwei Motoren und richtungssymmetrischem Aufbau) – seine damals noch in einem Dreierteam tätige erste und gleich sehr erfolgreiche Designarbeit – eingesetzt von 1952 bis 1993 unter anderem am Semmering, für diese Lokomotive entwarf er ein Flügelrad, welches die Lettern ÖBB enthielt und das bis Mitte der 1970er-Jahre als offizielles Logo der ÖBB geführt wurde.
  - die Triebwagenzüge der Reihe 4010 (mehrteilig, bestehend aus dem Triebwagen 4010, den Zwischen- und Speisewagen 7x10 und dem Steuerwagen 6010, erstmals für einen internationalen Fernreisezug) – nun schon alleine tätig und laut eigener Aussage sein Meisterstück und die Basis seines Erfolges als Eisenbahndesigner – eingesetzt von 1965 bis 2008 im innerösterreichischen Fernverkehr. Sowie auch international z. B. von 1965 bis 1977 als Transalpin (genauer Transalpin II oder Transalpin 4010, dieser war die Ablösung des Transalpin I und verkehrte auf der Prestigestrecke von Wien nach Basel) und
  - die Triebwagenzüge der Reihe 4020 (dreiteilig, bestehend aus dem Triebwagen 4020, dem Zwischenwagen 7020 und dem Steuerwagen 6020) – eingesetzt im Nahverkehr, unter anderem seit 1979 bei der S-Bahn Wien, sowie
- für den SGP-Kunden Wiener Stadtwerke Verkehrsbetriebe (seit Juni 1999 Wiener Linien)
  - den Doppeltriebwagen Silberpfeil (Typ U) – eingesetzt seit 1972 bei der U-Bahn Wien.

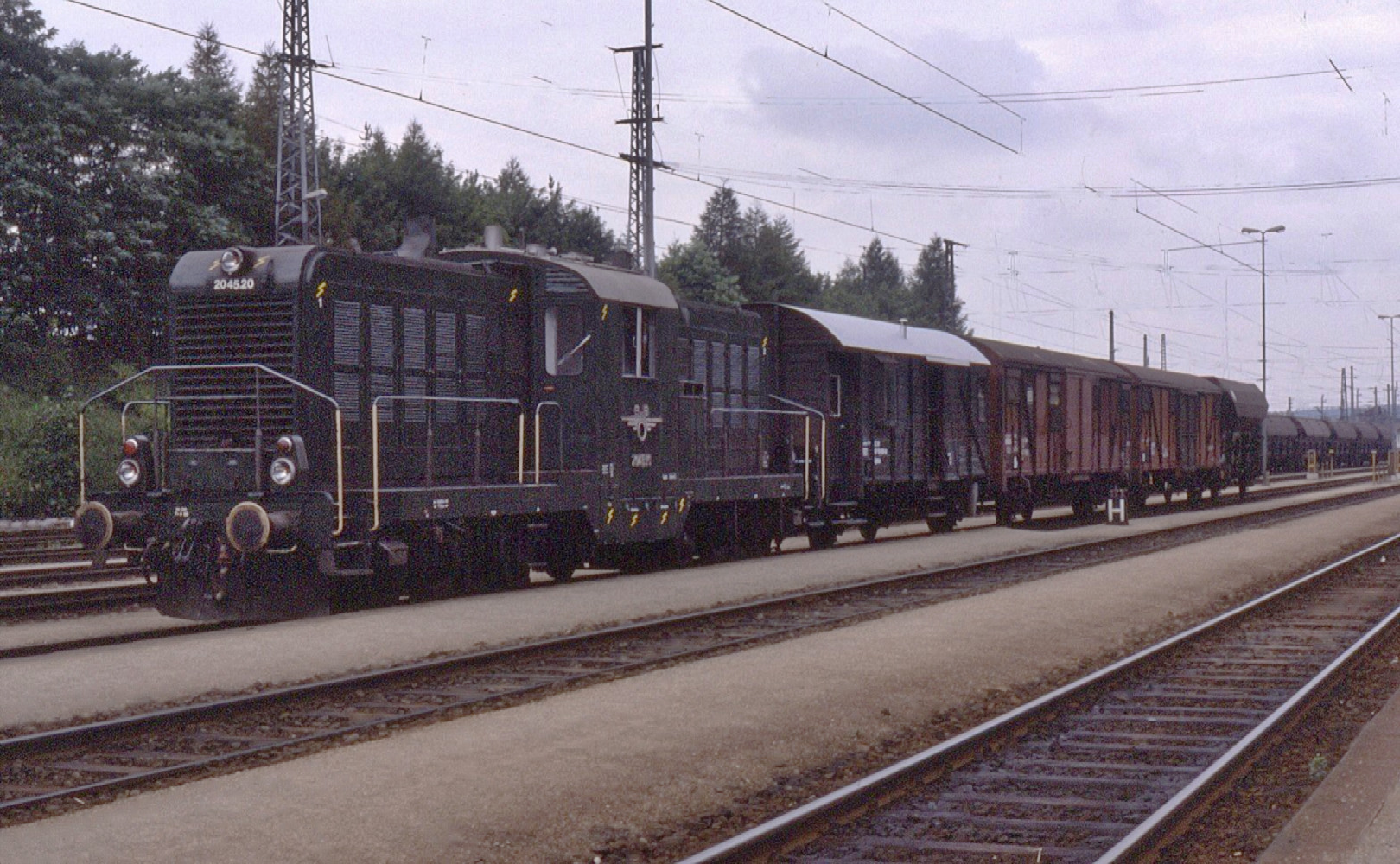
Diesellok der Reihe 2045 mit Güterzug
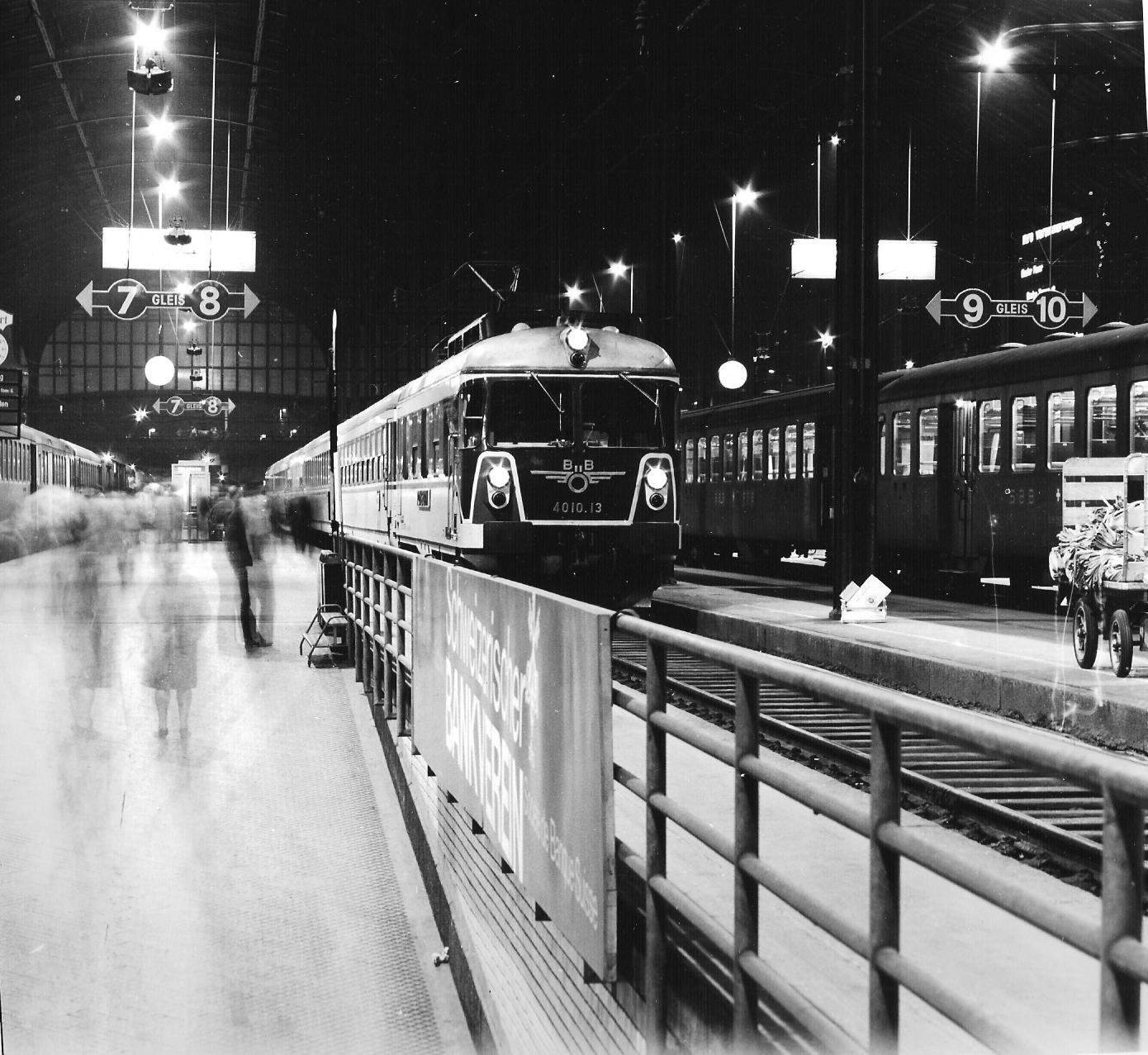
Triebwagenzug der Reihe 4010 in Basel
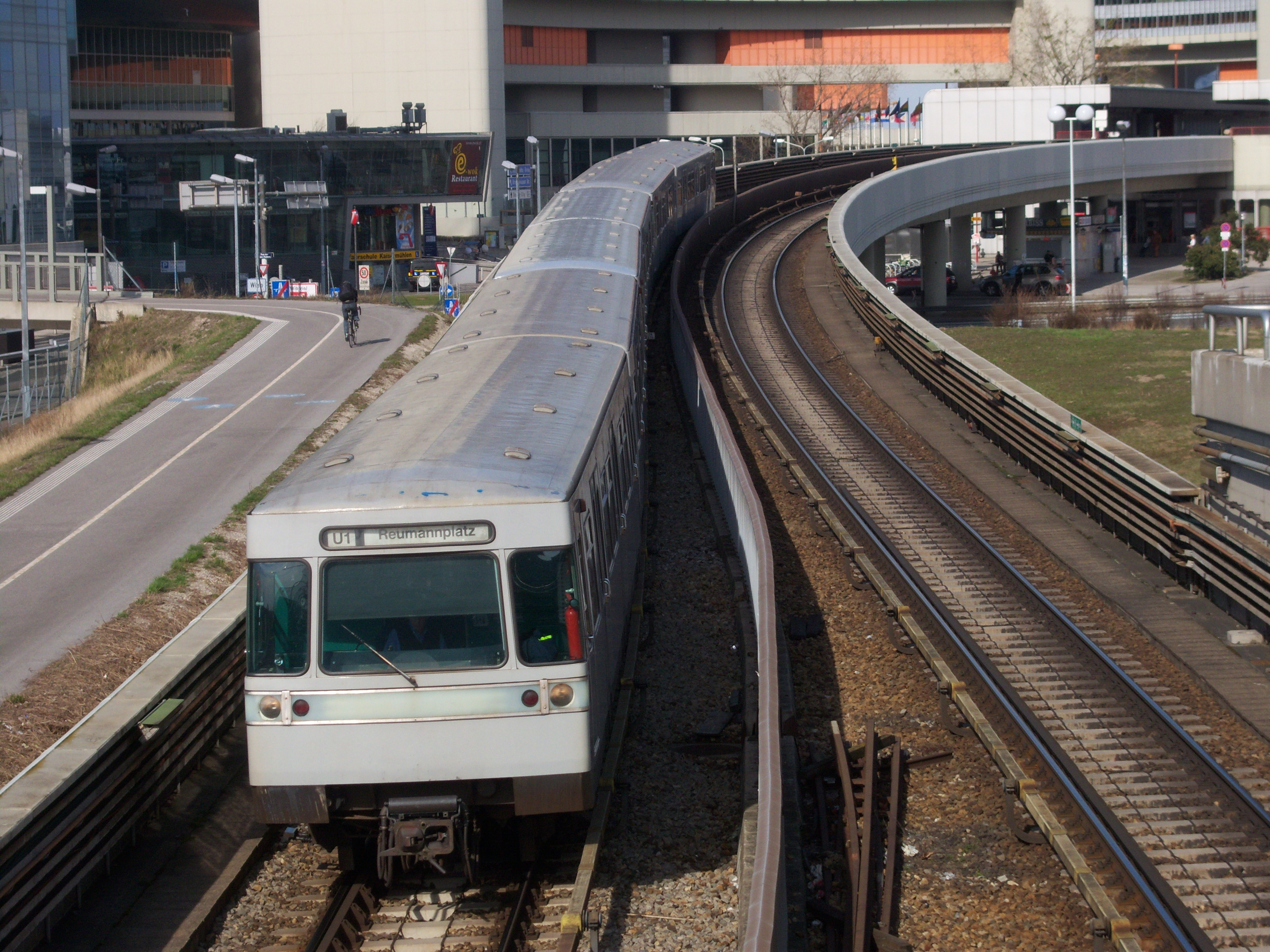
„Silberpfeil“-Garnitur der Wiener U-Bahn
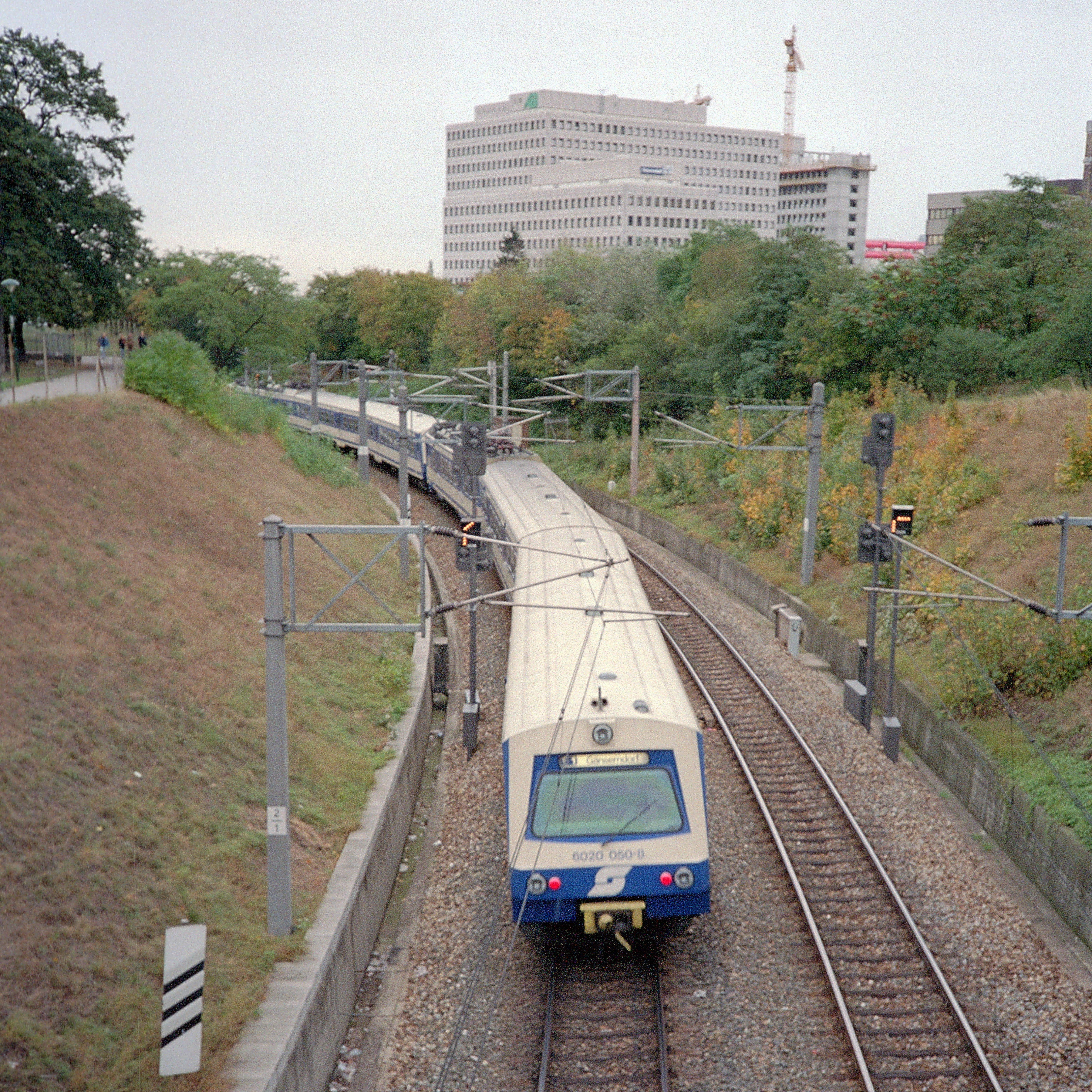
Triebwagenzug der Reihe 4020 als Wiener Schnellbahn